# Hans Kruyt
Henri Eli „Hans“ Kruyt (* 27. Juni 1907 in Banda Aceh, Niederländisch-Indien; † 22. November 1988 in Den Haag) war ein niederländischer Ruderer.

## Karriere
Hans Kruyt wurde mit dem niederländischen Achter 1926 Europameister. Zudem gehörte er bei den Olympischen Sommerspielen 1928 zur niederländischen Besatzung, die in der Achter-Regatta antrat. Der niederländische Achter schied jedoch in der zweiten Runde aus.